# دومینگو دیاز آروسمنا
دومینگو دیاز آروسمنا (انگلیسی: Domingo Díaz Arosemena; زاده ۲۵ ژوئن ۱۸۷۵ – درگذشته ۲۳ اوت ۱۹۴۹) سیاستمدار اهل پاناما بود. وی از ۷ اوت ۱۹۴۸ تا ۲۸ ژوئیه ۱۹۴۹ رئیس‌جمهور پاناما بود.
دومینگو دیاز آروسمنا در ۲۳ اوت ۱۹۴۹، در سن ۷۴ سالگی درگذشت.